# Leptopentacta djakonovi
Leptopentacta djakonovi is een zeekomkommer uit de familie Cucumariidae.
De wetenschappelijke naam van de soort werd in 1972 gepubliceerd door Z.I. Baranova & T.S. Savel'eva.